# Terrorama!
Terrorama! ist der Titel des ersten Spielfilms des niederländischen Regisseurs Edwin Brienen aus dem Jahr 2001.

## Handlung
Terrorama! erzählt die Geschichte von sechs Menschen auf der Suche nach individueller Freiheit, losgelöst von allen Werten, von Gut und Böse. Diese Freiheit versuchen sie durch einen terroristischen Akt zu erlangen: der Entführung von Gerard van Dongen, einem bekannten Fernsehmoderator. Während einer improvisierten TV-Show konfrontieren die Terroristen van Dongen mit ihren dunkelsten Gedanken und Gefühlen.

## Kritik
„Viel wird hier in Monologen pseudo-existentialistisch darüber geschwatzt, was Liebe und was Freiheit ist. Dazu steht man cool herum oder nimmt andere Posen ein, als wäre dies ein früher Film von Fassbinder. Man ahnt, worauf dieser Film hinauslaufen sollte, dennoch erweckt das Ganze ein wenig den Eindruck, als habe sich der in seiner Heimat offenbar einschlägig bekannte Brienen fast schon verzweifelt bemüht, mit Drogen, Sex und Gewalt zu schockieren.“ (Der Tagesspiegel, 22. Mai 2003 – Sex, Zigaretten und Video)
„Brienen hinterfragt mit seinem Film so ziemlich alle gesellschaftlichen Normen (und den guten Geschmack), doch über dem geballten Trash gerät seine Hauptfrage fast ein wenig aus den Augen: die aufwühlende und anrührende Glückssuche einer cool-abgefuckten Terroristenbande, die einen bekannten TV-Host kidnappt und ermordet, um danach ebenso Leere zu spüren wie zuvor. Statt Befriedigung oder Bestätigung pulsiert in ihnen weiterhin ein einziges grosses Nichts. Die Titelanspielung auf Bret Easton Ellis' Roman „Glamorama“ ist daher ebenso strategisch als schlau.“ (tip, 22.05 - 4. Juni 2003)

## Kontroverse
- Es war Brienen nicht erlaubt, den Film auf dem niederländischen Filmfestival zu zeigen. Zum ersten Mal in der Geschichte des Festivals wurde ein Film verweigert. Hauptgrund waren die extremen sexuell-gewalttätigen Untertöne des Films.
- Hauptdarstellerin Kiki Classen wurde Objekt einer Hasskampagne des niederländischen Klatschblattes 'Weekend', das seine Leser glauben ließ Classen drehe einen Pornofilm.
- Brienens Freund und Kollege Theo van Gogh spielt im Film einen Verwirrten, der einem liebenden Pärchen aus dem Koran predigt. Vier Jahre nach diesen Aufnahmen wurde van Gogh vom fundamentalistischen Islamist Mohammed Bouyeri in Amsterdam ermordet.
- Das Britische Filmlabel Salvation Film Group möchte seit einiger Zeit eine englische Version von Terrorama! veröffentlichen, sieht sich aber mit der Filmzensur der British Board of Film Classification behindert. Schwerpunkte sind eine pornografische Szene mit einer masturbierenden Christusfigur und einige Gewaltausbrüche am Ende des Films.
- Nach dem Mord an Theo van Gogh nahm Scotland Yard im Jahre 2005 den Film in Beschlag, da davon ausgegangen wurde, bei Veröffentlichung des Filmes könnten sich Muslime attackiert fühlen. Bisher ist der Film nicht in England erschienen.

## Hintergrund
- Die Leser der niederländischen Zeitung de Volkskrant wählten Terrorama zu einem der besten Filme des Jahres 2001.

## Auszeichnungen
Terrorama! wurde 2002 beim Melbourne Underground Film Festival als Bester Film ausgezeichnet. Esther Eva Verkaaik erhielt im selben Jahr auf dem Toronto Independent Film Festival den Preis als Beste Schauspielerin.